# Ворошиловське
Вороши́ловське (рос. Ворошиловское, башк. Ворошиловский) — присілок у складі Іглінського району Башкортостану, Росія. Входить до складу Кальтовської сільської ради.
Населення — 32 особи (2010; 37 в 2002).
Національний склад:
- росіяни — 86 %